# 百里奚村
百里奚村是中国河南省南阳市卧龙区下辖的一个行政村。这里是秦国名相百里奚的故乡。

## 文献记载
- 《水经注》记载：“梅溪水出（宛）县北紫山，南经百里奚故宅。”
- 《明嘉靖南阳府志校注》记载：“在百里奚村东，高约七米，称百里大夫墓。墓前摆放七块巨石，俗呼七星冢。”